# Terrorist Threats
Albums de Westside Connection
Bow Down
(1996)
Singles
1. Gangsta Nation
Sortie : 14 octobre 2003

Terrorist Threats est le deuxième et dernier album studio de Westside Connection, sorti le 9 décembre 2003.
L'album s'est classé 3e au Top R&B/Hip-Hop Albums et 16e au Billboard 200 et a été certifié disque d'or par la RIAA le 12 janvier 2004.

## Liste des titres
| No  | Titre                                                                                             | Contient un (des) sample(s) de                                                                                       | Durée |
| --- | ------------------------------------------------------------------------------------------------- | --- | ----- |
| 1.  | A Threat to the World (Intro) (featuring Keith David)                                             | | 1:15  |
| 2.  | Call 9-1-1 (Produit par Young Tre)                                                                | | 3:44  |
| 3.  | Potential Victims (featuring Keith David – Produit par Young Tre)                                 | | 3:02  |
| 4.  | Gangsta Nation (featuring Nate Dogg et Keith David – Produit par Fredwreck)                       | Chicago de Graham Nash                                                                                               | 4:53  |
| 5.  | Get Ignit (Produit par Ron « NEFF-U » Feemstar)                                                   | | 4:11  |
| 6.  | Pimp the System (featuring Butch Cassidy – Produit par Pockets et Rashad Coes)                    | | 4:45  |
| 7.  | Don't Get Outta Pocket (featuring K-Mac – Produit par Young Tre)                                  | | 3:51  |
| 8.  | Izm (Produit par Bruce Waynne et Dirty Swift)                                                     | | 4:05  |
| 9.  | So Many Rappers in Love (Produit par Pockets et Rashad Coes)                                      | | 4:13  |
| 10. | Lights Out (featuring Knoc-turn'al – Produit par Damizza)                                         | Hoo-Bangin' (WSCG Style) de Westside Connection featuring K-Dee, The Comrads et AllFrumTha I The Autobiography de WC | 3:43  |
| 11. | Bangin' at the Party (featuring K-Mac, Skoop et Young Soprano – Produit par DJ Jamal et Sir Jinx) | | 3:12  |
| 12. | You Gotta Have Heart (Produit par Bruce Waynne et Dirty Swift)                                    | Mind Playing Tricks on Me des Geto Boys                                                                              | 3:52  |
| 13. | Terrorist Threats (Produit par Big Tank)                                                          | | 2:28  |
| 14. | Superstar (Double Murder = Double Platinum) (Produit par Megahertz)                               | | 4:14  |